# FLTK
O FLTK (sigla de Fast Light ToolKit), pronunciado como "fulltick", é um kit de desenvolvimento de interfaces gráficas para a linguagem C++, disponível para diversos sistemas operacionais (GNU/Linux – através do sistema gráfico X11, Windows, Mac OS X, OS/2 e Solaris).
Através do FLTK é possível criar programas com interface gráfica independente das rotinas específicas do sistema operacional. O conjunto de elementos disponíveis é amplo, e inclui desde os mais comuns, como botões, caixas de texto, etiquetas, sliders, entre outros, até menos usuais, por exemplo, dials, navegadores e relógios —novos elementos são facilmente construídos/adaptados através de derivações dos preexistentes.
O FLTK suporta gráficos 3D (comuns em jogos modernos e visualizações científicas) via OpenGL®, bem como provê emulação à biblioteca GLUT.
Embora o FLTK forneça um rico conjunto de componentes gráficos, visa a se manter enxuto e modular. Softwares construídos com o FLTK tendem a ser eficientes em tempo e espaço (mesmo quando ligados estaticamente).
Adicionalmente, é fornecida com o FLTK a ferramenta FLUID, que permite de maneira fácil e visual a construção de todo o esqueleto da interface gráfica.
O FLTK é um Software Livre distribuído sob a licença LGPL (GNU Library General Public License), permitindo inclusive que os programas criados sejam comercializados sem distribuição do código-fonte.
Essa ferramenta foi inicialmente desenvolvida pelo Sr. Bill Spitzak que começou sua vida trabalhando com a engenharia de software, mas chamado pelo espírito artístico voltou-se para a arte digital, e hoje trabalha na Digital Domain que é uma empresa de efeitos especiais de James Cameron. Já o FLTK é mantido atualmente por um pequeno grupo de desenvolvedores ao redor do mundo.